# Eu(hfc)3
Eu(hfc)3 (ehemals Eu(hfbc)3) ist eine enantiomerenreine  organische Verbindung des Europiums, welches als ein dunkelgelbes Pulver erscheint.

## Verwendung
Eu(hfc)3 ist ein optisch aktives Lanthanoid-Shift-Reagenz. Es wird zur Bestimmung der Enantiomerenreinheit einer chiralen Substanz mittels NMR-Spektroskopie verwendet. Hierbei bewirkt die Verbindung, dass sich diastereomere Komplexe bilden, deren Peaks verschieden positioniert sind. Durch die Integration verwandter Peaks kann das Diastereomerenverhältnis bestimmt werden und daraus in der Regel auf das Enantiomerenverhältnis geschlossen werden.
Die Verbindung wird nicht nur als Shift-Reagenz verwendet, sondern auch als Katalysator in enantioselektiven Diels-Alder-Reaktionen. Hierbei wird insbesondere durch den Einsatz von chiralen Auxiliaren eine hohe Enantioselektivität erreicht.

## Eigenschaften
Die Verbindung ist gut löslich in organischen Lösungsmitteln wie Dichlormethan oder Chloroform. Der spezifische Drehwinkel beträgt [α]D20 +158,0° Wie viele Lanthanoid-Shift-Reagenzien (LSR) ist auch Eu(hfc)3 eine hygroskopische Verbindung.
Eu(hfc)3 ist strukturell mit Eu(tfc)3 verwandt und trägt eine um zwei Kohlenstoffatome längere, perfluorierte Alkyl-Kette am Campher-Grundgerüst. In Studien zeigte (+)-Eu(hfc)3 verglichen mit (+)-Eu(tfc)3 eine stärkere Enantiomerenaufspaltung in NMR-Spektren.

## Sicherheitshinweise
Starke Oxidationsmittel können starke Reaktionen mit Eu(hfc)3 hervorrufen. Fluorwasserstoff, Kohlenstoffmonoxid sowie Kohlenstoffdioxid und Europiumoxide sind die Zersetzungsprodukte der Verbindung.